# Bahnhof Escherde
Der Bahnhof Escherde (Betriebsstellenbezeichnung Escherde) ist ein Überholbahnhof beim Streckenkilometer 25 der Schnellfahrstrecke Hannover–Würzburg. Er liegt östlich des niedersächsischen Dorfes Klein Escherde. Die viergleisige Anlage ist der nördlichste Überholbahnhof der Strecke.

## Aufbau

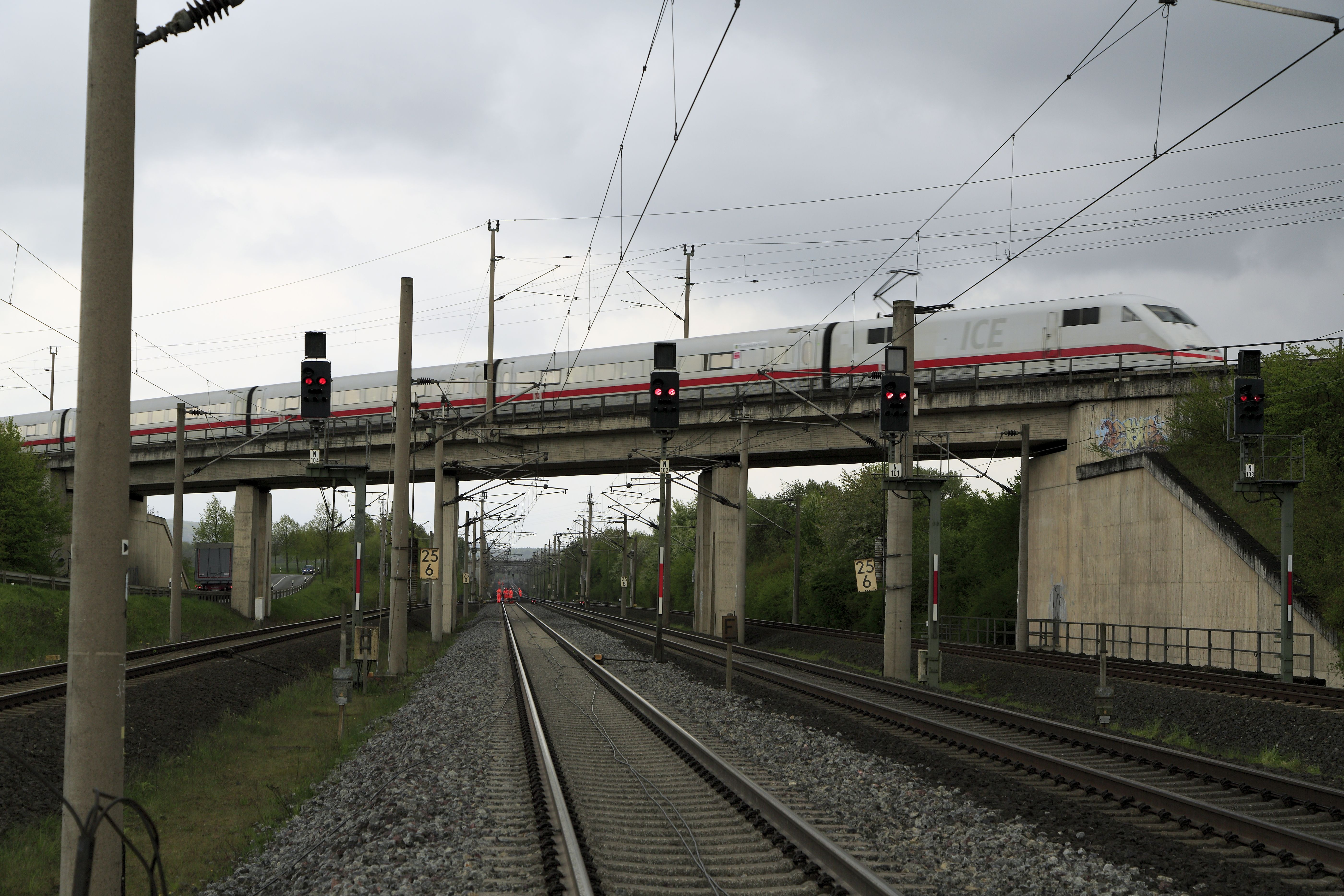
Ein ICE überquert während der Sperrung der Schnellfahrstrecke im Mai 2016 den Bahnhof

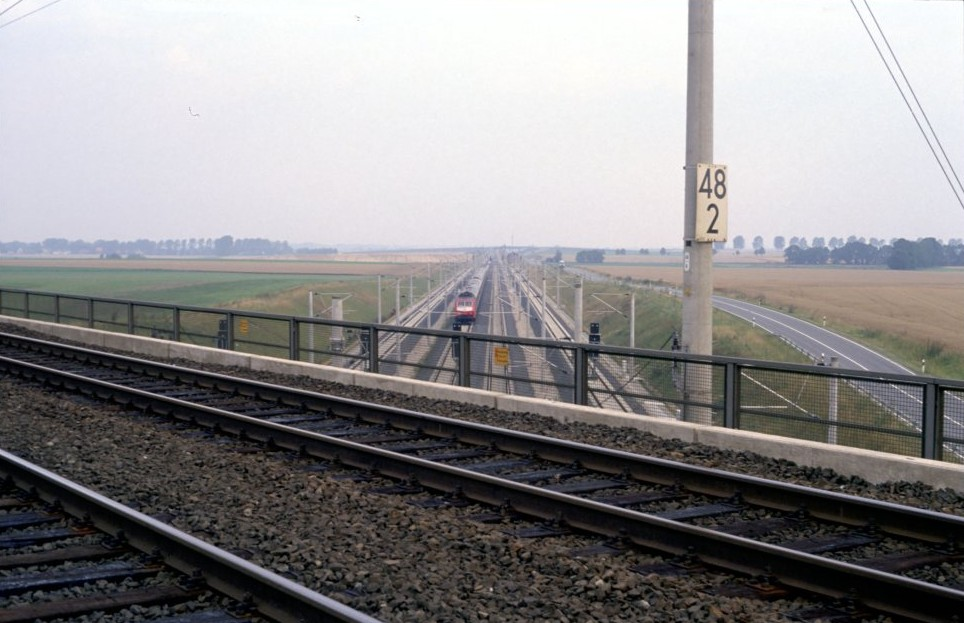
Blick auf den nördlichen Teil der Anlage, Richtung Hannover

Die 1898 m lange und 29,10 m breite Anlage (ohne Böschungsflächen) besteht aus den beiden Streckengleisen und beidseitig je einem Überholgleis. Der Gleismittenabstand zwischen Überhol- und Streckengleis beträgt jeweils 8,10 m.
Das Bauwerk liegt im Einschnitt. Im Bereich der Anlage überquert die Bahnstrecke Lehrte–Nordstemmen die Neubaustrecke.
Am Nordende befindet sich ein elektronisches Stellwerk der Bauart EL S SIMIS C, das im Regelbetrieb aus Orxhausen ferngesteuert wird.

## Geschichte
Im Zuge der Bauarbeiten wurde die Strecke Nordstemmen–Lehrte auf einer Länge von rund 2,2 km angehoben, um sie auf einer vierfeldrigen Brücke 6,5 m über die Neubaustrecke zu führen.
Ein Abschnitt der Landesstraße L460 wurde im Zuge des Projektes verlegt.
Ende Dezember 2015 erteilte das Eisenbahn-Bundesamt eine Plangenehmigung zum Rückbau zweier Weichen im Bahnhof.